# Japanisch-jüdische Theorie der gemeinsamen Abstammung
Die japanisch-jüdische Theorie der gemeinsamen Abstammung (japn.: 日ユ同祖論、日猶同祖論 Nichiyu Dōsoron) ist eine Randtheorie, die im 17. Jahrhundert als eine Hypothese erschien, die behauptete, das japanische Volk sei der Hauptteil der zehn verlorenen Stämme von Israel. Eine spätere Version porträtierte sie als Nachkommen eines Stammes jüdischer Nestorianer. Einige Versionen der Theorie bezogen sich auf die gesamte Bevölkerung, andere behaupteten nur, dass eine bestimmte Gruppe innerhalb des japanischen Volkes von Juden abstamme.
Tudor Parfitt schreibt, dass „die Verbreitung der Phantasie des israelitischen Ursprungs […] ein konsistentes Merkmal des westlichen Kolonialunternehmens bildet“.
„In Japan können wir die bemerkenswerteste Entwicklung einer vorgestellten judäischen Vergangenheit im Pazifik verfolgen. Wie überall in der Welt wurde die Theorie, dass Aspekte des Landes durch ein israelitisches Modell erklärt werden sollten, von westlichen Agenten eingeführt.“
Der Forscher und Autor Jon Entine betont, dass DNA-Beweise die Möglichkeit bedeutender Verbindungen zwischen Japanern und Juden ausschließen.

## Ursprünge
Während des Zeitalters der Entdeckungen versuchten europäische Entdecker, viele Völker, mit denen sie in Kontakt kamen, mit den Zehn Verlorenen Stämmen zu verbinden, manchmal in Verbindung mit Versuchen, christliche Missionare einzuführen. Die erste Person, die die verlorenen Stämme mit einer ostasiatischen Nation identifizierte, war João Rodriguez (1561–1634), ein Missionar und Dolmetscher der Jesuiten. 1608 argumentierte er, dass die Chinesen von den Verlorenen Stämmen Israels abstammen. Er glaubte, dass die chinesischen Weisen Konfuzius und Laotse ihre Ideen vom Judentum nahmen. Rodriguez gab diese Theorie später auf. In seiner „Historia da Igreja do Japão“ (deutsch: „Geschichte der Kirche von Japan“) argumentierte er, dass Japan in zwei Einwanderungswellen vom Festland besiedelt sei, wobei eine Gruppe aus Chekiang und die andere aus Korea stammte.
Laut Parfitt „wurde die erste umfassende Entwicklung der Theorie von Nicholas McLeod vorgeschlagen, einem Schotten, der seine Karriere in der Heringsindustrie begann, bevor er in Japan als Missionar endete“.
1870 veröffentlichte McLeod eine Epitome von der alten Geschichte Japans und Illustrationen zur Epitome der alten Geschichte Japans, dass das japanische Volk Nachkommen der verlorenen Stämme Israels, die die Aristokratie und die traditionellen Priesterkaste bildeten, umfasste. Beweise, die für diese Theorie zitiert sind, schlossen Ähnlichkeiten zwischen Legenden Kaiser Jimmu und Mose, das Vorhandensein „portugiesisch-jüdischer“ Rassenmerkmale auf einige Japaner, und Ähnlichkeiten zwischen Shintō und Judentum ein.

## Auswirkungen in Japan
Diese Theorien hatten wenig Einfluss in Japan, obwohl sie kürzlich in Japan übersetzt und in Japan veröffentlicht wurden.
Im Jahr 1908 veröffentlichte Saeki Yoshiro (1872–1965), Professor an der Waseda-Universität, ein Buch, in dem er eine Variante der Theorie entwickelte. Yoshiro war ein Experte für den japanischen Nestorianismus. Saeki theoretisierte, dass der Hata-Clan, der aus Korea kam und sich im dritten Jahrhundert in Japan niederließ, ein jüdisch-nestorianischer Stamm war. Nach Ben Ami-Shillony: „Saekis Schriften verbreiten die Theorie über ‚die gemeinsame Abstammung der Japaner und der Juden‘ (Nichiyu Dōsoron) in Japan, eine Theorie, die von einigen christlichen Gruppen befürwortet wurde.“
Es gibt keine Beweise, einschließlich moderner DNA-Analyse, um diese Hypothese zu stützen. Eine kürzlich veröffentlichte Studie über die genetischen Ursprünge japanischer Menschen unterstützt keine genealogische Verbindung, wie sie von Saeki vorgeschlagen wurde.

## Auswirkungen an anderer Stelle
Die japanisch-jüdische Theorie der gemeinsamen Abstammung wurde als einer der Versuche europäischer Rassenwissenschaftler angesehen, die schnelle Modernisierung Japans zu erklären, im Gegensatz zu den anderen „unterlegenen“ oder „minderwertigen“ Asiaten, insbesondere den Chinesen. Die Theorie selbst wurde jedoch in verschiedene Richtungen aufgenommen.

### Juden in China
Im selben Jahr wurde das Buch von Saeki über die Theorie veröffentlicht. Ein Artikel, der eine weitere Version der Theorie propagiert, erschien in Israels Messenger, einer Zeitschrift, die von der Shanghaier Zionistischen Föderation veröffentlicht wurde. Während McLeod behauptete, dass die Priesterkaste und die herrschende Klasse Japans Nachkommen von Juden seien, bot der von der Shanghaier Gruppe veröffentlichte Artikel eine proletarischere Version der Theorie. Ami-Shillony schreibt: „Der Autor behauptete, im Gegensatz zu dem, was McLeod geschrieben hatte, dass es sich um die Ausgestoßenen Japans handelte, die Eta (oder Ety, wie der Artikel es nannte), die Nachkommen von Juden waren.“
Der Autor des Artikels sagte, dass die japanischen Eta, wie die Juden im Westen, hart arbeitende Menschen waren, besonders im Zusammenhang mit der Schuhindustrie, die auch in Ghettos lebten, „nicht dass die Japaner sie dazu zwingen, aber sie scheinen es zu tun, lieber vom Rest der Bevölkerung isoliert zu sein“. Der Autor behauptete auch, dass die Eta jüdische Bräuche eingehalten habe: „Im Ghetto von Nagasaki zum Beispiel beobachten die Ety den Sabbat sehr religiös. Sie arbeiten nicht nur an diesem Wochentag, sie rauchen auch nicht und zünden kein Feuer an, genauso wie die orthodoxen Juden.“
Laut Ami-Shillony: „Diese lächerliche und völlig grundlose Geschichte wurde in späteren Ausgaben der Zeitschrift weder herausgefordert noch widerlegt.“
„Es gibt Hinweise darauf, dass sich um 240 v. Chr. kleine Gruppen von Juden in China niederließen.“

### Christlicher Zionismus
Ami-Shillony beschreibt auch einen Brief, der später von derselben Zeitschrift herausgegeben wurde, geschrieben von Elizabeth A. Gordon, einer ehemaligen Hofdame von Königin Victoria, die auch eine prominente christliche Zionistin war. Gordon versucht, Japan mit dem Anglo-Israelismus zu verbinden, insbesondere mit der Ansicht, dass die britische Königsfamilie von israelitischer Abstammung sei. Gordon war in Japan sehr bekannt, wo sie den Shingon-Buddhismus erforschte, der, wie sie behauptete, christlichen Ursprung hatte. In ihrem Brief von 1921 nahm sie eine „fantastische Kette von Überlegungen“ an, um zu beweisen, dass „das Treffen zwischen den japanischen und britischen Kronprinzen die lang erwartete Wiedervereinigung von Juda und Israel bedeutete“. Gordon hatte damals Einfluss in Japan.